# Jan Hanč
Jan Hanč (30. května 1916 Plzeň – 19. července 1963 Praha) byl český básník a prozaik, představitel Skupiny 42.

## Život
Narodil se 30. května 1916 v Plzni do rodiny Oldřicha Hanče, úředníka Škodových závodů, původem z Vysokého nad Jizerou, a jeho manželky Marie, rozené Naxerové, původem z Plas. Pokřtěn byl jmény Jan František. Jeho starší bratr Oldřich Hanč byl rychlobruslařem, farmakologem a biochemikem.
V mládí se věnoval závodně lehké atletice, zejména běhu na 200 m. V roce 1935 absolvoval obchodní akademii, pracoval jako nákupčí Pragofructu a od roku 1948 jako plánovač v ČKD, vedle toho se věnoval práci atletického trenéra, zejména sprinterů. Od roku 1961 byl v invalidním důchodu.
Jeho literární dílo představují básně a deníkové zápisky, které byly vydány po jeho smrti. První básně publikoval v roce 1946, poté ještě v katalogu výstavy Václava Bartovského a Kamila Lhotáka. V roce 1948 publikoval literární odbor Umělecké besedy vedený Jiřím Kolářem sbírku veršů a próz Události. Pod stejným názvem vyšlo ještě několik souborů posmrtně, výrazně rozšířených o materiály z pozůstalosti (1991 a 1995). Jako pozoruhodný literární fenomén ho objevil posmrtně kritik Jan Lopatka.
Ke stému výročí narození byla u Masných krámů v Křižíkových sadech v Plzni odhalena Cesta Jana Hanče. Skládá se ze sedmi reliéfů od Viktora Karlíka s texty z básnických sbírek a próz Události od Jana Hanče, které jsou umístěny přímo v chodníku.

## Dílo
- Události – civilní poezie a próza, deníkové záznamy, glosy (UB 1948, Torst 1995)
- Sešity – deníky (Toronto: '68 Publishers 1983)

### Překlad
- Minutové romány – Peter Altenberg (Praha: SNKLHU 1958)

### Odborné knihy
- Sprinty – spoluautor Miroslav Horčic (Praha: STN 1959)
- Od startu k cíli – spoluautor Miroslav Horčic (Praha: STN 1962)